# Li Maocuo
Li Maocuo (20 de octubre de 1992) es una deportista china que compite en atletismo, especialista en la disciplina de marcha. Ganó una medalla de plata en el Campeonato Mundial de Atletismo de 2019, en la prueba de 50 km marcha.

## Palmarés internacional
| Campeonato Mundial | Campeonato Mundial | Campeonato Mundial | Campeonato Mundial |
| Año                | Lugar              | Medalla            | Prueba             |
| ------------------ | ------------------ | ------------------ | ------------------ |
| 2019               | Doha (Catar)       | Medalla de plata   | 50 km marcha       |